# SN 2004im
SN 2004im – supernowa typu Ia odkryta 5 listopada 2004 roku w galaktyce A234307-0007. W momencie odkrycia miała maksymalną jasność 19,80m.